# قطعنامه ۵۰۰ شورای امنیت
قطعنامه ۵۰۰ شورای امنیت سازمان ملل متحد که در تاریخ ۲۸ ژانویه ۱۹۸۲ تصویب شد، سندی بین‌المللی دربارهٔ صلح و امنیت جهانی است. این قطعنامه طی نشست ۲٬۳۳۰ام با ۱۳ موافق، ۰ مخالف و ۲ ممتنع تصویب شد.